# Salvatore Mazzaracchio
Salvatore Mazzaracchio (San Paolo Albanese, 3 gennaio 1934) è un politico e giornalista italiano.